# ATP-toernooi van Tokio
Het ATP-toernooi van Tokio is een jaarlijks terugkerend tennistoernooi voor mannen dat wordt georganiseerd in het Japanse Tokio. De officiële naam van het toernooi is de Kinoshita Japan Open. Het toernooi valt in de categorie "ATP Tour 500".
De eerste editie van het toernooi had plaats in 1973. De ondergrond is hardcourt. Een week voor de mannen spelen de vrouwen sinds 2009 op dezelfde locatie het WTA-toernooi van Tokio. In de periode tot en met 2008 werd het mannentoernooi gecombineerd met het WTA-toernooi van Japan.
Van 1978 tot en met 1995 werd er nog een ATP-toernooi in Tokio gehouden; om verwarring te voorkomen werd dit toernooi het ATP-toernooi van Tokio Indoor genoemd.

## Finales

### Enkelspel
| Datum      | Naam                                    | Categorie                              | ($)                                    | Ondergrond                             | Winnaar                                | Verliezend finalist                    | Uitslag                                |                                        |
| ---------- | --------------------------------------- | -------------------------------------- | -------------------------------------- | -------------------------------------- | -------------------------------------- | -------------------------------------- | -------------------------------------- | -------------------------------------- |
| 15-10-1973 |                                         |                                        |                                        | Hardcourt, buiten                      | Ken Rosewall                           | John Newcombe                          | 6-1, 6-4                               |                                        |
| 14-10-1974 |                                         |                                        |                                        | Hardcourt, buiten                      | John Newcombe                          | Ken Rosewall                           | 3-6, 6-2, 6-3                          |                                        |
| 03-11-1975 |                                         |                                        |                                        | Gravel, buiten                         | Raúl Ramírez                           | Manuel Orantes                         | 6-4, 7-5, 6-3                          |                                        |
| 01-11-1976 |                                         |                                        |                                        | Gravel, buiten                         | Roscoe Tanner                          | Corrado Barazzutti                     | 6-3, 6-2                               |                                        |
| 31-10-1977 |                                         |                                        |                                        | Gravel, buiten                         | Manuel Orantes                         | Kim Warwick                            | 6-2, 6-1                               |                                        |
| 30-10-1978 |                                         |                                        | $ 125.000                              | Gravel, buiten                         | Adriano Panatta                        | Pat DuPré                              | 6-3, 6-3                               |                                        |
| 22-10-1979 |                                         |                                        | $ 125.000                              | Gravel, buiten                         | Terry Moor                             | Pat DuPré                              | 3-6, 7-6, 6-2                          |                                        |
| 20-10-1980 |                                         |                                        | $ 125.000                              | Gravel, buiten                         | Ivan Lendl                             | Eliot Teltscher                        | 3-6, 6-4, 6-0                          |                                        |
| 19-10-1981 |                                         |                                        | $ 125.000                              | Gravel, buiten                         | Balázs Taróczy                         | Eliot Teltscher                        | 6-3, 1-6, 7-6                          |                                        |
| 18-10-1982 |                                         |                                        | $ 125.000                              | Gravel, buiten                         | Jimmy Arias                            | Dominique Bedel                        | 6-2, 2-6, 6-4                          |                                        |
| 17-10-1983 |                                         |                                        | $ 125.000                              | Hardcourt, buiten                      | Eliot Teltscher                        | Andrés Gómez                           | 7-5, 3-6, 6-1                          |                                        |
| 08-10-1984 |                                         |                                        | $ 100.000                              | Hardcourt, buiten                      | David Pate                             | Terry Moor                             | 6-3, 7-5                               |                                        |
| 14-10-1985 |                                         |                                        | $ 125.000                              | Hardcourt, buiten                      | Scott Davis                            | Jimmy Arias                            | 6-1, 7-6                               |                                        |
| 13-10-1986 |                                         |                                        | $ 125.000                              | Hardcourt, buiten                      | Ramesh Krishnan                        | Johan Carlsson                         | 6-3, 6-1                               |                                        |
| 13-04-1987 |                                         |                                        | $ 400.000                              | Hardcourt, buiten                      | Stefan Edberg (1)                      | David Pate                             | 7-6, 6-4                               |                                        |
| 11-04-1988 | Suntory Japan Open                      |                                        | $ 425.000                              | Hardcourt, buiten                      | John McEnroe                           | Stefan Edberg                          | 6-2, 6-2                               |                                        |
| 17-07-1989 |                                         |                                        | $ 425.000                              | Hardcourt, buiten                      | Stefan Edberg (2)                      | Ivan Lendl                             | 6-3, 2-6, 6-4                          |                                        |
| 09-04-1990 | Suntory Japan Open Tennis Championships | Championship Series                    | $ 825.000                              | Hardcourt, buiten                      | Stefan Edberg (3)                      | Aaron Krickstein                       | 6-4, 7-5                               | Details                                |
| 08-04-1991 | Japan Open                              | Championship Series                    | $ 825.000                              | Hardcourt, buiten                      | Stefan Edberg (4)                      | Ivan Lendl                             | 6-1, 7-5, 6-0                          | Details                                |
| 06-04-1992 |                                         | Championship Series                    | $ 865.000                              | Hardcourt, buiten                      | Jim Courier (1)                        | Richard Krajicek                       | 6-4, 6-4, 7-6                          | Details                                |
| 05-04-1993 |                                         | Championship Series                    | $ 915.000                              | Hardcourt, buiten                      | Pete Sampras (1)                       | Brad Gilbert                           | 6-2, 6-2, 6-2                          | Details                                |
| 04-04-1994 | Japan Open Tennis Championships         | Championship Series                    | $ 928.750                              | Hardcourt, buiten                      | Pete Sampras (2)                       | Michael Chang                          | 6-4, 6-2                               | Details                                |
| 10-04-1995 | Japan Open Tennis Championships         | Championship Series                    | $ 935.000                              | Hardcourt, buiten                      | Jim Courier (2)                        | Andre Agassi                           | 6-4, 6-3                               | Details                                |
| 15-04-1996 | Japan Open Tennis Championships         | Championship Series                    | $ 935.000                              | Hardcourt, buiten                      | Pete Sampras (3)                       | Richey Reneberg                        | 6-4, 7-5                               | Details                                |
| 14-04-1997 | Japan Open Tennis Championships         | Championship Series                    | $ 935.000                              | Hardcourt, buiten                      | Richard Krajicek                       | Lionel Roux                            | 6-2, 3-6, 6-1                          | Details                                |
| 13-04-1998 | Japan Open Tennis Championships         | Series Gold                            | $ 755.000                              | Hardcourt, buiten                      | Andrei Pavel                           | Byron Black                            | 6-3, 6-4                               | Details                                |
| 12-04-1999 | Japan Open Tennis Championships         | Series Gold                            | $ 600.000                              | Hardcourt, buiten                      | Nicolas Kiefer                         | Wayne Ferreira                         | 7-6(5), 7-5                            | Details                                |
| 09-10-2000 | Japan Open Tennis Championships         | Series Gold                            | $ 700.000                              | Hardcourt, buiten                      | Sjeng Schalken                         | Nicolás Lapentti                       | 6-4, 3-6, 6-1                          | Details                                |
| 01-10-2001 | AIG Japan Open Tennis Championships     | Series Gold                            | $ 700.000                              | Hardcourt, buiten                      | Lleyton Hewitt                         | Michel Kratochvil                      | 6-4, 6-2                               | Details                                |
| 30-09-2002 | AIG Japan Open Tennis Championships     | Series Gold                            | $ 700.000                              | Hardcourt, buiten                      | Kenneth Carlsen                        | Magnus Norman                          | 7-6(6), 6-3                            | Details                                |
| 29-09-2003 | AIG Japan Open Tennis Championships     | Series Gold                            | $ 665.000                              | Hardcourt, buiten                      | Rainer Schüttler                       | Sébastien Grosjean                     | 7-6(5), 6-2                            | Details                                |
| 04-10-2004 | AIG Japan Open Tennis Championships     | Series Gold                            | $ 665.000                              | Hardcourt, buiten                      | Jiří Novák                             | Taylor Dent                            | 5-7, 6-1, 6-3                          | Details                                |
| 03-10-2005 | AIG Japan Open Tennis Championships     | Series Gold                            | $ 665.000                              | Hardcourt, buiten                      | Wesley Moodie                          | Mario Ančić                            | 1-6, 7-6(7), 6-4                       | Details                                |
| 02-10-2006 | AIG Japan Open Tennis Championships     | Series Gold                            | $ 665.000                              | Hardcourt, buiten                      | Roger Federer                          | Tim Henman                             | 6-3, 6-3                               | Details                                |
| 01-10-2007 | AIG Japan Open Tennis Championships     | Series Gold                            | $ 732.000                              | Hardcourt, buiten                      | David Ferrer                           | Richard Gasquet                        | 6-1, 6-2                               | Details                                |
| 29-09-2008 | AIG Japan Open Tennis Championships     | Series Gold                            | $ 769.000                              | Hardcourt, buiten                      | Tomáš Berdych                          | Juan Martín del Potro                  | 6-1, 6-4                               | Details                                |
| 29-09-2009 | Rakuten Japan Open Championships        | ATP 500                                | $ 1.100.000                            | Hardcourt, buiten                      | Jo-Wilfried Tsonga                     | Michail Joezjny                        | 6-3, 6-3                               | Details                                |
| 04-10-2010 | Rakuten Japan Open Championships        | ATP 500                                | $ 1.100.000                            | Hardcourt, buiten                      | Rafael Nadal                           | Gaël Monfils                           | 6-1, 7-5                               | Details                                |
| 03-10-2011 | Rakuten Japan Open Championships        | ATP 500                                | $ 1.214.500                            | Hardcourt, buiten                      | Andy Murray                            | Rafael Nadal                           | 3-6, 6-2, 6-0                          | Details                                |
| 01-10-2012 | Rakuten Japan Open Championships        | ATP 500                                | $ 1.280.565                            | Hardcourt, buiten                      | Kei Nishikori (1)                      | Milos Raonic                           | 7-6(5), 3-6, 6-0                       | Details                                |
| 30-09-2013 | Rakuten Japan Open Championships        | ATP 500                                | $ 1.297.000                            | Hardcourt, buiten                      | Juan Martín del Potro                  | Milos Raonic                           | 7-6(5), 7-5                            | Details                                |
| 29-09-2014 | Rakuten Japan Open Championships        | ATP 500                                | $ 1.228.825                            | Hardcourt, buiten                      | Kei Nishikori (2)                      | Milos Raonic                           | 7-6(5), 4-6, 6-4                       | Details                                |
| 05-10-2015 | Rakuten Japan Open Championships        | ATP 500                                | $ 1.263.045                            | Hardcourt, buiten                      | Stan Wawrinka                          | Benoît Paire                           | 6-2, 6-4                               | Details                                |
| 03-10-2016 | Rakuten Japan Open Championships        | ATP 500                                | $ 1.368.605                            | Hardcourt, buiten                      | Nick Kyrgios                           | David Goffin                           | 4-6, 6-3, 7-5                          | Details                                |
| 08-10-2017 | Rakuten Japan Open Championships        | ATP 500                                | $ 1.563.795                            | Hardcourt, buiten                      | David Goffin                           | Adrian Mannarino                       | 6-3, 7-5                               | Details                                |
| 07-10-2018 | Rakuten Japan Open Championships        | ATP 500                                | $ 1.781.930                            | Hardcourt, buiten                      | Daniil Medvedev                        | Kei Nishikori                          | 6-2, 6-4                               | Details                                |
| 06-10-2019 | Rakuten Japan Open Championships        | ATP 500                                | $ 1.895.290                            | Hardcourt, buiten                      | Novak Đoković                          | John Millman                           | 6-3, 6-2                               | Details                                |
| 2020 2021  | Geen toernooi wegens de coronapandemie  | Geen toernooi wegens de coronapandemie | Geen toernooi wegens de coronapandemie | Geen toernooi wegens de coronapandemie | Geen toernooi wegens de coronapandemie | Geen toernooi wegens de coronapandemie | Geen toernooi wegens de coronapandemie | Geen toernooi wegens de coronapandemie |
| 09-10-2022 | Rakuten Japan Open Championships        | ATP 500                                | $ 1.953.285                            | Hardcourt, buiten                      | Taylor Fritz                           | Frances Tiafoe                         | 7–6(3), 7–6(2)                         | Details                                |
| 22-10-2023 | Kinoshit Japan Open Championships       | ATP 500                                | $ 1.857.660                            | Hardcourt, buiten                      | Ben Shelton                            | Aslan Karatsev                         | 7–5, 6–1                               | Details                                |
| 01-10-2024 | Kinoshit Japan Open Championships       | ATP 500                                | $ 1.818.380                            | Hardcourt, buiten                      | Arthur Fils                            | Ugo Humbert                            | 5–7, 7–6(6), 6-3                       | Details                                |

### Dubbelspel
| Datum      | Naam                                    | Categorie                              | ($)                                    | Ondergrond                             | Winnaars                                 | Verliezend finalisten                     | Uitslag                                |                                        |
| ---------- | --------------------------------------- | -------------------------------------- | -------------------------------------- | -------------------------------------- | ---------------------------------------- | ----------------------------------------- | -------------------------------------- | -------------------------------------- |
| 15-10-1973 |                                         |                                        |                                        | Hardcourt, buiten                      | Malcolm Anderson Ken Rosewall (1)        | Colin Dibley Allan Stone                  | 7-5, 7-5                               |                                        |
| 14-10-1974 |                                         |                                        |                                        | Hardcourt, buiten                      | Raymond Moore Onny Parun                 | Juan Gisbert Roger Taylor                 | 4-6, 6-2, 6-4                          |                                        |
| 03-11-1975 |                                         |                                        |                                        | Gravel, buiten                         | Brian Gottfried Raúl Ramírez             | Juan Gisbert Manuel Orantes               | 7-6, 6-4                               |                                        |
| 01-11-1976 |                                         |                                        |                                        | Gravel, buiten                         | Bob Carmichael Ken Rosewall (2)          | Ismail El Shafei Brian Fairlie            | 6-4, 6-4                               |                                        |
| 31-10-1977 |                                         |                                        |                                        | Gravel, buiten                         | Geoff Masters (1) Kim Warwick            | Colin Dibley Chris Kachel                 | 6-2, 7-6                               |                                        |
| 30-10-1978 |                                         |                                        | $ 125.000                              | Gravel, buiten                         | Ross Case (1) Geoff Masters (2)          | Zeljko Franulovic Buster Mottram          | 6-2, 4-6, 6-1                          |                                        |
| 22-10-1979 |                                         |                                        | $ 125.000                              | Gravel, buiten                         | Colin Dibley Pat DuPré                   | Rod Frawley Francisco González            | 3-6, 6-1, 6-1                          |                                        |
| 20-10-1980 |                                         |                                        | $ 125.000                              | Gravel, buiten                         | Ross Case (2) Jaime Fillol               | Terry Moor Eliot Teltscher                | 6-3, 3-6, 6-4                          |                                        |
| 19-10-1981 |                                         |                                        | $ 125.000                              | Gravel, buiten                         | Heinz Günthardt Balázs Taróczy           | Larry Stefanki Robert Van't Hof           | 3-6, 6-2, 6-1                          |                                        |
| 18-10-1982 |                                         |                                        | $ 125.000                              | Gravel, buiten                         | Sherwood Stewart Ferdi Taygan            | Tim Gullikson Tom Gullikson               | 6-1, 3-6, 7-6                          |                                        |
| 17-10-1983 |                                         |                                        | $ 125.000                              | Hardcourt, buiten                      | Sammy Giammalva Jr. Steve Meister        | Tim Gullikson Tom Gullikson               | 6-4, 6-7, 7-6                          |                                        |
| 08-10-1984 |                                         |                                        | $ 100.000                              | Hardcourt, buiten                      | David Dowlen Nduka Odizor                | Mark Dickson Steve Meister                | 6-7, 6-4, 6-3                          |                                        |
| 14-10-1985 |                                         |                                        | $ 125.000                              | Hardcourt, buiten                      | Scott Davis David Pate                   | Sammy Giammalva Jr. Greg Holmes           | 7-6, 6-7, 6-3                          |                                        |
| 13-10-1986 |                                         |                                        | $ 125.000                              | Hardcourt, buiten                      | Matt Anger Ken Flach (1)                 | Jimmy Arias Greg Holmes                   | 6-2, 6-3                               |                                        |
| 13-04-1987 |                                         |                                        | $ 400.000                              | Hardcourt, buiten                      | Paul Annacone Kevin Curren               | Andrés Gómez Anders Järryd                | 6-4, 7-6                               |                                        |
| 11-04-1988 | Suntory Japan Open                      |                                        | $ 425.000                              | Hardcourt, buiten                      | John Fitzgerald Johan Kriek              | Steve Denton David Pate                   | 6-4, 6-7, 6-4                          |                                        |
| 17-07-1989 |                                         |                                        | $ 425.000                              | Hardcourt, buiten                      | Ken Flach (2) Robert Seguso              | Kevin Curren David Pate                   | 7-6, 7-6                               |                                        |
| 09-04-1990 | Suntory Japan Open Tennis Championships | Championship Series                    | $ 825.000                              | Hardcourt, buiten                      | Mark Kratzmann Wally Masur               | Kent Kinnear Brad Pearce                  | 3-6, 6-3, 6-4                          | Details                                |
| 08-04-1991 | Japan Open                              | Championship Series                    | $ 825.000                              | Hardcourt, buiten                      | Stefan Edberg Todd Woodbridge (1)        | John Fitzgerald Anders Järryd             | 6-4, 5-7, 6-4                          | Details                                |
| 06-04-1992 |                                         | Championship Series                    | $ 865.000                              | Hardcourt, buiten                      | Kelly Jones Rick Leach (1)               | John Fitzgerald Anders Järryd             | 0-6, 7-5, 6-3                          | Details                                |
| 05-04-1993 |                                         | Championship Series                    | $ 915.000                              | Hardcourt, buiten                      | Ken Flach (3) Rick Leach (2)             | Glenn Michibata David Pate                | 2-6, 6-3, 6-4                          | Details                                |
| 04-04-1994 | Japan Open Tennis Championships         | Championship Series                    | $ 928.750                              | Hardcourt, buiten                      | Henrik Holm Anders Järryd                | Sébastien Lareau Patrick McEnroe          | 7-5, 6-1                               | Details                                |
| 10-04-1995 | Japan Open Tennis Championships         | Championship Series                    | $ 935.000                              | Hardcourt, buiten                      | Mark Knowles Jonathan Stark              | John Fitzgerald Anders Järryd             | 6-3, 3-6, 7-6                          | Details                                |
| 15-04-1996 | Japan Open Tennis Championships         | Championship Series                    | $ 935.000                              | Hardcourt, buiten                      | Todd Woodbridge (2) Mark Woodforde       | Mark Knowles Rick Leach                   | 6-2, 6-3                               | Details                                |
| 14-04-1997 | Japan Open Tennis Championships         | Championship Series                    | $ 935.000                              | Hardcourt, buiten                      | Martin Damm Daniel Vacek (1)             | Justin Gimelstob Patrick Rafter           | 2-6, 6-2, 7-6                          | Details                                |
| 13-04-1998 | Japan Open Tennis Championships         | Series Gold                            | $ 755.000                              | Hardcourt, buiten                      | Sébastien Lareau Daniel Nestor           | Olivier Delaître Stefano Pescosolido      | 6-3, 6-4                               | Details                                |
| 12-04-1999 | Japan Open Tennis Championships         | Series Gold                            | $ 600.000                              | Hardcourt, buiten                      | Jeff Tarango Daniel Vacek (2)            | Wayne Black Brian MacPhie                 | 4-3, opgave                            | Details                                |
| 09-10-2000 | Japan Open Tennis Championships         | Series Gold                            | $ 700.000                              | Hardcourt, buiten                      | Mahesh Bhupathi Leander Paes             | Michael Hill Jeff Tarango                 | 6-4, 6-7, 6-3                          | Details                                |
| 01-10-2001 | AIG Japan Open Tennis Championships     | Series Gold                            | $ 700.000                              | Hardcourt, buiten                      | Rick Leach (3) David Macpherson          | Paul Hanley Nathan Healey                 | 1-6, 7-6, 7-6                          | Details                                |
| 30-09-2002 | AIG Japan Open Tennis Championships     | Series Gold                            | $ 700.000                              | Hardcourt, buiten                      | Jeff Coetzee Chris Haggard               | Jan-Michael Gambill Graydon Oliver        | 7-6, 6-4                               | Details                                |
| 29-09-2003 | AIG Japan Open Tennis Championships     | Series Gold                            | $ 665.000                              | Hardcourt, buiten                      | Justin Gimelstob Nicolas Kiefer          | Scott Humphries Mark Merklein             | 6-7, 6-3, 7-6                          | Details                                |
| 04-10-2004 | AIG Japan Open Tennis Championships     | Series Gold                            | $ 665.000                              | Hardcourt, buiten                      | Jared Palmer Pavel Vízner                | Jiří Novák Petr Pála                      | 5-1, opgave                            | Details                                |
| 03-10-2005 | AIG Japan Open Tennis Championships     | Series Gold                            | $ 665.000                              | Hardcourt, buiten                      | Satoshi Iwabuchi Takao Suzuki            | Simon Aspelin Todd Perry                  | 5-4, 5-4                               | Details                                |
| 02-10-2006 | AIG Japan Open Tennis Championships     | Series Gold                            | $ 665.000                              | Hardcourt, buiten                      | Ashley Fisher Tripp Phillips             | Paul Goldstein Jim Thomas                 | 6-2, 7-5                               | Details                                |
| 01-10-2007 | AIG Japan Open Tennis Championships     | Series Gold                            | $ 732.000                              | Hardcourt, buiten                      | Jordan Kerr Robert Lindstedt             | Frank Dancevic Stephen Huss               | 6-4, 6-4                               | Details                                |
| 29-09-2008 | AIG Japan Open Tennis Championships     | Series Gold                            | $ 769.000                              | Hardcourt, buiten                      | Michail Joezjny Mischa Zverev            | Lukáš Dlouhý Leander Paes                 | 6-3, 6-4                               | Details                                |
| 29-09-2009 | Rakuten Japan Open Championships        | ATP 500                                | $ 1.100.000                            | Hardcourt, buiten                      | Julian Knowle Jürgen Melzer              | Ross Hutchins Jordan Kerr                 | 6-2, 5-7, [10-8]                       | Details                                |
| 04-10-2010 | Rakuten Japan Open Championships        | ATP 500                                | $ 1.100.000                            | Hardcourt, buiten                      | Eric Butorac Jean-Julien Rojer           | Andreas Seppi Dmitri Toersoenov           | 6-3, 6-2                               | Details                                |
| 03-10-2011 | Rakuten Japan Open Championships        | ATP 500                                | $ 1.214.500                            | Hardcourt, buiten                      | Andy Murray Jamie Murray                 | František Čermák Filip Polášek            | 6-1, 6-4                               | Details                                |
| 01-10-2012 | Rakuten Japan Open Championships        | ATP 500                                | $ 1.280.565                            | Hardcourt, buiten                      | Alexander Peya Bruno Soares              | Leander Paes Radek Štěpánek               | 6-3, 7-6(5)                            | Details                                |
| 30-09-2013 | Rakuten Japan Open Championships        | ATP 500                                | $ 1.297.000                            | Hardcourt, buiten                      | Rohan Bopanna Édouard Roger-Vasselin (1) | Jamie Murray John Peers                   | 7-6(5), 6-4                            | Details                                |
| 29-09-2014 | Rakuten Japan Open Championships        | ATP 500                                | $ 1.228.825                            | Hardcourt, buiten                      | Pierre-Hugues Herbert Michał Przysiężny  | Ivan Dodig Marcelo Melo                   | 6-3, 6-7(3), [10-5]                    | Details                                |
| 05-10-2015 | Rakuten Japan Open Championships        | ATP 500                                | $ 1.263.045                            | Hardcourt, buiten                      | Raven Klaasen Marcelo Melo               | Juan Sebastián Cabal Robert Farah Maksoud | 7-6(5), 3-6, [10-7]                    | Details                                |
| 03-10-2016 | Rakuten Japan Open Championships        | ATP 500                                | $ 1.368.605                            | Hardcourt, buiten                      | Marcel Granollers Marcin Matkowski       | Raven Klaasen Rajeev Ram                  | 6-2, 7-6(4)                            | Details                                |
| 08-10-2017 | Rakuten Japan Open Championships        | ATP 500                                | $ 1.563.795                            | Hardcourt, buiten                      | Ben McLachlan (1) Yasutaka Uchiyama      | Jamie Murray Bruno Soares                 | 6-4, 7-6(1)                            | Details                                |
| 07-10-2018 | Rakuten Japan Open Championships        | ATP 500                                | $ 1.781.930                            | Hardcourt, buiten                      | Ben McLachlan (2) Jan-Lennard Struff     | Raven Klaasen Michael Venus               | 6-4, 7-5                               | Details                                |
| 06-10-2019 | Rakuten Japan Open Championships        | ATP 500                                | $ 1.8951.290                           | Hardcourt, buiten                      | Nicolas Mahut Édouard Roger-Vasselin (2) | Nikola Mektić Franko Škugor               | 6–4, 3–6, [10–4]                       | Details                                |
| 2020 2021  | Geen toernooi wegens de coronapandemie  | Geen toernooi wegens de coronapandemie | Geen toernooi wegens de coronapandemie | Geen toernooi wegens de coronapandemie | Geen toernooi wegens de coronapandemie   | Geen toernooi wegens de coronapandemie    | Geen toernooi wegens de coronapandemie | Geen toernooi wegens de coronapandemie |
| 09-10-2022 | Rakuten Japan Open                      | ATP 500                                | $ 1.953.285                            | Hardcourt, buiten                      | Mackenzie McDonald Marcelo Melo (2)      | Rafael Matos David Vega Hernández         | 6–4, 1–6, [10-4]                       | Details                                |
| 22-10-2023 | Kinoshita Japan Open Championships      | ATP 500                                | $ 1.857.660                            | Hardcourt, buiten                      | Rinky Hijikata Max Purcell               | Jamie Murray Michael Venus                | 6–4, 6–1                               | Details                                |
| 01-10-2024 | Kinoshita Japan Open Championships      | ATP 500                                | $ 1.818.380                            | Hardcourt, buiten                      | Julian Cash Lloyd Glasspool              | Ariel Behar Robert Galloway               | 6–4, 4–6, [12-10]                      | Details                                |

## Statistieken

### Meeste enkelspeltitels
| Aantal titels | Speler        | Jaren                  |
| ------------- | ------------- | ---------------------- |
| 4             | Stefan Edberg | 1987, 1989, 1990, 1991 |
| 3             | Pete Sampras  | 1993, 1994, 1996       |
| 2             | Kei Nishikori | 2012, 2014             |

(Bijgewerkt t/m 2024)

### Meeste enkelspeltitels per land
| Aantal titels | Land             |
| ------------- | ---------------- |
| 14            | Verenigde Staten |
| 4             | Australië        |
| 4             | Zweden           |
| 3             | Spanje           |
| 2             | Duitsland        |
| 2             | Frankrijk        |
| 2             | Japan            |
| 2             | Nederland        |
| 2             | Tsjechië         |
| 2             | Zwitserland      |

(Bijgewerkt t/m 2024)

### Enkel- en dubbelspeltitel in hetzelfde jaar
| Tennisser      | Jaar |
| -------------- | ---- |
| Ken Rosewall   | 1973 |
| Raúl Ramírez   | 1975 |
| Balázs Taróczy | 1981 |
| Scott Davis    | 1985 |
| Stefan Edberg  | 1993 |
| Andy Murray    | 2011 |